# Aedia acronyctoides
Aedia acronyctoides là một loài bướm đêm trong họ Erebidae.